# تخزين الإناث للنطاف

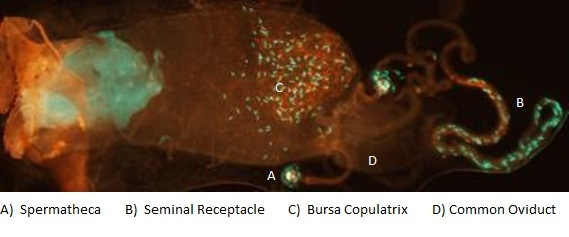
أعضاء تخزين النطاف لدى ذبابة الفاكهة الشائعة، تزاوجت الأنثى أولا مع ذكر نطافه مصبوغة بالبروتين الفلوي الأخضر ثم تزاوجت مع ذكر آخر نطافه مصبوغة بصبغ فلوري أحمر.

تخزين الإناث للنطاف هو عملية بيولوجية وغالبا اصطفاء جنسي يتم فيها التخزين المؤقت لخلايا النطاف المنقولة إلى الإناث داخل أجزاء مخصصة من الجهاز التكاثري قبل أن تخصَّب الخلية البيضية أو البويضة. يختلف موقع التخزين بين أصنوفات الحيوانات ويتراوح من بُنى مخصصة حصريا لتخزين النطاف مثل محفظة المني [الإنجليزية] الخاصة بالحشرات، ونبيبات تخزين النطاف الخاصة بالطيور، إلى مناطق أكثر عمومية في جهاز تكاثري غني بمستقبلات ترتبط بها النطاف قبل التخصيب مثل الجزء الذنبي من قناة البيض الخاصة بالبقر التي تحتوي على نطاف مرتبطة بالأنيكسينات [الإنجليزية]. تخزين الإناث للنطاف مرحلة أساسية في عملية التكاثر لدى العديد من حيوانات الإخصاب الداخلي، ولها العديد من الوظائف البيولوجية الموثقة منها:
- دعم النطاف بتمكينها من الخضوع لتحولات حيوية كيميائية تسمى: الإقدار والتنشيط الفائق [الإنجليزية] للحركة، تصبح بعدهما النطفة قادرة على تخصيب الخلية البيضية (كمثال الثدييات).[5][6] والحفاظ على حيوية النطاف حتى تتم إباضة الخلية البيضية (كمثال الثدييات والحشرات).[5][7]
- تخفيض حدوث تعدد الإمناء (كمثال بعض الثدييات مثل الخنازير).[5][8]
- تمكين حدوث التزاوج، الإباضة أو التخصيب في أوقات مختلفة أو في بيئات متنوعة (كمثال العديد من الحشرات وبعض البرمائيات والزواحف والطيور والثدييات).[9][10][11]
- دعم الخصوبة المطولة والمستمرة للإناث (كمثال الحشرات).[12][13]
- لها دور في التأثير على نسبة الجنس في الذرية لدى بعض الحشرات التي تملك نظام تحديد الجنس فردانية ضعفانية (كمثال النمل، النحل، الدبور، التربس وكذلك بعض نصفيات الأجنحة وبعض الخنافس).[14][15][16]
- تعمل كميدان تتنافس فيه نطاف من ذكور مختلفة على الوصول إلى الخلية البيضة، وهي عملية تسمى تنافس المني وفيها يمكن أن تفضل الإناث استخدام نطاف بعض الذكور بدل نطاف آخرين وهو ما يسمى تفضيل الإنات للنطاف أو اختيار الأنثى الخفي [الإنجليزية] (كمثال العديد من الحيوانات اللافقارية، الطيور والزواحف).[17][18][19]